# سدریک اوراس
سدریک اوراس (انگلیسی: Cédric Uras؛ زادهٔ ۲۹ نوامبر ۱۹۷۷) بازیکن فوتبال اهل فرانسه است.
از باشگاه‌هایی که در آن بازی کرده‌است می‌توان به باشگاه فوتبال کلرمون فوت، باشگاه فوتبال باستیا، باشگاه فوتبال المپیک لیون، باشگاه فوتبال آژاکسیو، باشگاه فوتبال لیتکس لووچ، باشگاه فوتبال فالکیرک، و باشگاه فوتبال تولوز اشاره کرد.